# أنتي هيري
انتي هيري (بالفنلندية: Antti Hyry)‏ (و. 1931 – 2016 م) هو كاتب من فنلندا .
توفي في إسبو .بسبب سرطان .

## جوائز وترشيحات
حصل على جوائز منها:
- جائزة فنلنديا، عن عمل:Uuni (سنة 2009)
- جائزة شكرا على الكتاب (سنة 1987)
- Order of the Lion of Finland – Pro Finlandia Medal (سنة 1972)
- Finnish State Prize for Literature (سنة 1963).

## روابط خارجية
- انتي هيري على موقع IMDb (الإنجليزية)